# Матична плоча
Матична плоча представља електронску штампану плочу која повезује све делове рачунара. На њој се налази сет управљачких чипова који контролишу меморију, магистралу, диск, улазно-излазне операције. Реализује се као вишеслојна штампана плоча (Printed Circuit Board - PCB) и на њој се налазе кључне компоненте рачунарског система као што су процесор, меморијски модули, управљачка кола, контролери и конектори за проширења. Све интерне и екстерне рачунарске компоненте се међусобно, директно или индиректно, повезују преко матичне плоче, електронским везама које су изведене бакарним водовима и површинама. Елементи који на матичној плочи омогућавају прикључивање других елемената рачунара се називају конекторима или подножјима (slot). Поред многобројних интегрисаних елемената - чипова, на плочи се налазе отпорници, диоде, транзистори, завојнице и други елементи који су потребни да би се генерисали и преносили сигнали потребни за рад рачунара. 
Матичне плоче су током времена преузимале на себе све више и више функција осталих делова рачунара. Тако, врло брзо су се појавиле плоче које имају уграђену графичку картицу, затим уграђену и звучну картицу, па мрежну итд. Овакве „уграђене“ (или „интегрисане“) картице углавном важе за мање квалитетне него спољашње, премда се та разлика током времена смањује, што нарочито важи за звучне и мрежне картице.

## Историја
Пре изума микропроцесора, дигитални рачунар се састојао од више штампаних плоча које су биле међусобно спојене на основној плочи. Централна процесорска јединица (ЦПУ), меморија и периферна опрема биле су одвојене штампане плоче, спојене на основну плочу. Сабирница С-100 из 1970-их година била је пример система са основном плочом.
Најпопуларнији рачунари из 1980, попут Apple II и ИБМ ПЦ, јавно су представили своје нацрте и другу документацију која је омогућила да и други копирају дизајн и праве заменске матичне плоче.
Током касних 80-их и почетка 1990-их постало је исплативије интегрисати многе функције у матичну плочу. Крајем осамдесетих матичне плоче личних рачунара почеле су да укључују појединачне чипове који су могли подржати: тастатуру, миш, дискетне јединице, серијске портове и паралелне портове. До касних деведесетих година, многе матичне плоче су укључивале многе функционалности у себе као што су интегрисани чипови за рачунарску мрежу и звук, и чак графику, иако за потребе већих могућности обраде графике, графичка картица је најчешће била једина одвојена компонента.
Рачунари из 1990-их интегрисали су најчешће периферне уређаје. То је чак укључивало матичне плоче без надоградљивих компоненти, тренд који ће постати уобичајен и све чешћи доласком таблет рачунара и осталих преносника мањих димензија. Меморија, процесор, мрежни контролер, извор напајања и похрана су данас обично интегрисани у такве системе.

## Дизајн
Матична плоча пружа електричне везе путем којих комуницирају остале компоненте система. За разлику од основне плоче, она такође садржи централну процесорску јединицу и удомљава друге подсистеме и уређаје.
Типично рачунар има микропроцесор, главну меморију и остале битне компоненте спојене на матичну плочу. Остале компоненте као што су спољашње напајање, контролери за видео приказ и звук и периферни уређаји могу се прикључити на матичну плочу као прикључне картице или путем каблова.
Важна компонента матичне плоче је чипсет микропроцесора, који пружа потпорне интерфејсе између ЦПУ-а и различитих сабирница и спољних компоненти. Овај чипсет у одређеној мери одређује и могућности матичне плоче.
Модерне матичне плоче укључују:
- ЦПУ уторе у које је могуће инсталирати један или више микропроцесора. Неки су директно залемљени, као што је VIA C3.[4]
- Меморијски утори у које се инсталира главна меморија система, обично у облику DIMM модула који садрже  чипове
- Чипсет који формира интерфејс између процесорске предње сабирнице, главне меморије и периферних сабирница
- Меморијски чип (обично  у модерним матичним плочама) који садржи фирмвер или  система
- Тактни генератор који производи системски тактни сигнал за синхронизацију разних компоненти
- Утори за проширујуће картице
- Конектори за напајање, који примају електричну енергију из рачунарског напајања и напајају ЦПУ, чипсет, главну меморију, графичке картице и картице за проширење.
- Конектори за тврде дискове, обично само SATA. У прошлости су били  конектори. Дискови се такође повезују са напајањем.

С обзиром на велику топлоту коју стварају јачи ЦПУ-ови и компоненте, модерне матичне плоче готово увек укључују хладњаке и места монтирања вентилаторе како би распршили сувишну топлоту.

### Формати
Матичне плоче производе се у различитим величинама и облицима, од којих су неки специфични за поједине произвођаче рачунара. Матичне плоче су дизајниране да буду компатибилне са различитим величинама кућишта. Већина матичних плоча личних рачунара користи ATX стандард. Величина матичне плоче и јединице напајања (PSU) морају се подударати, иако ће неке мање матичне плоче из исте породице одговарати и кућиштима која су предвиђена за веће плоче. На пример, ATX кућиште обично може примити и microATX матичну плочу. Рачунари данас углавном користе високо интегрисане, минијатуризоване и прилагођене матичне плоче. То је један од разлога што су преносни рачунари тешко надоградиви и њихова поправка јако скупа. Често због квара само једне компоненте преносног рачунара потребна је замена целе матичне плоче, која је обично скупља од читаве машине.

### ЦПУ подножја
ЦПУ подножје јесте подножје који је залемљено за штампану плочу (PCB) и у које се монтира централна процесорска јединица (ЦПУ). То је посебна врста подножја са интегралним колом који има јако велики број контактних ножица. ЦПУ подножје пружа физичку структуру за подршку ЦПУ-а, подршку за хладњак, и најважније, пружа електрични интерфејс између плоче и ЦПУ-а. Процесорска  подножја на матичној плочи најчешће се могу наћи у већини личних и серверских рачунара (преносни рачунари често директно интегришу процесор), посебно оних заснованим на Интел x86 архитектури.

### Интегрисана периферија
Уз стално смањење трошкова и величину интегралних кола, било је могуће интегрисати све више функција у саму матичну плочу. Неки од најчешћих су:
- Диск контролери за дискетну јединицу, до 2  погона и до 6 SATA погона (укључујући RAID 0/1 подршку). Од 2017. све чешћи је и М.2 интерфејс за веома брзе SSD uređaje.
- Интегрисани графички процесор који подржава 2Д и 3Д графику. У савременим плочама, графички процесор се налази у ЦПУ, док плоча пружа само физички интерфејс са DVI, VGA, HDMI, DisplayPort излазима
- Интегрисана звучна картица која подржава 8-канални (7.1) звук и S/PDIF излаз
- мрежни контролер за повезивање с ЛАН-ом и Интернетом
- контролер
- Сензори температуре, напона и брзине вентилатора који омогућавају софтверу да прати здравље компоненти рачунара.
- адаптер

### Утори за картице
Стандардна, модерна ATX матична плоча обично има две или три PCI-Express 16x везе за графичку картицу, ниједан, један или два стара PCI слота за разне картице за проширење и један или више PCI-E 1x, 4x утора. (који је наследник )
Неке матичне плоче имају два или више PCI-E 16x утора како би омогућили посебну графичку технологију која се зове SLI (за Nvidia) и Crossfire (за AMD). Омогућују повезивање 2 до 4 графичке картице.

## Стандардизовани типови матичне плоче
Матичне плоче се производе у различитим стандардизованим облицима и величинама. Стандардом су обухваћене укупне димензије плоче, распоред компоненти, типови конектора и подножја, потребни напони и конектори за напајање, позиције отвора за монтирање и сл. Стандард треба да обезбеди компатибилност различитих произвођача. Оригинални Интелов стандард под именом АТ (Advanced Technology) je 1995. године замењен новим, АТХ (Advanced Technology eXtended) стандардом који уз мање измене и данас одређује величину и дизајн савремених матичних плоча. Очигледно је да овај стандард нема вртоглаву динамику која је својствена персоналном рачунару у целини.

## Конектори за напајање
Да би се омогућио рад рачунара потребно је да се обезбеде потребни напони напајања за све компоненте које се налазе на матичној плочи. Матичне плоче АТХ формата имају најмање 1 конектор којим се обезбеђује напајање матичне плоче. Овај конектор је обавезан и може да има 20 или 24 пина.
Конектор који има 24 пина у суштини нема „нове“ напонске водове, већ на додатна 4 вода доводи напоне од 12V са намером да се обезбеди додатна снага за потрошаче који се напајају овим напоном.
Преко конектора за напајање се доводе напони од +3.3V, +5V, -5V, +12V, -12V, помоћни напон од +5VSB, сигнал за укључивање рачунара PS-ON (Power Switch On) и сигнал исправности напона за напајање PW-OK (овај сигнал се често назива power good и означава са PG).
Поред обавезног 20 или 24-пинског конектора на савременим матичним плочама постоји и додатни АТХ 12V конектор. Преко овог конектора се доводи напон од +12V на део матичне плоче у близини процесора на ком се налази прекидачки степен за напајање који обезбеђује потребан напон за напајање процесора. Процесор је један од највећих потрошача електричне енергије у рачунару, а то за фиксне напоне напајања подразумева повећану струју напајања. С обзиром да се са повећањем јачине струје повећава температурна дисипација, показало се бољим да напонски водови за напајање процесора не пролазе кроз већи део штампане плоче већ да се доведу у његову непосредну близину. Из истог разлога, неке видео картице захтевају посебне конекторе за напајање.

## Предња и задња страна матичне плоче
На предњој страни матичне плоче се налазе група игличастих конектора на које се прикључују ЛЕД (Light-Emitting Diode) индикатори и тастери са контролног панела на кућишту рачунара преко којих се управља радом рачунара и прати његов рад.
На задњој страни матичне плоче се налази група стандардних конектора преко којих је могуће прикључити спољашње уређаје као што су: миш, тастатура, монитор, штампач... Миш и тастатура се прикључују преко  конектора, док се за серијски пренос података може користити (старија варијанта) RS232 конектор или USB (Universal Serial Bus). Преко USB конектора је могуће прикључити велики број спољашњих уређаја, и он данас представља један од стандардних конектора. Уређаји који се прикључују преко  конектора, могу од персоналног рачунара да добију напајање, тако да не морају да поседују сопствено.
Већина матичних плоча садржи конектор за прикључење на заобљене ивице конектора додатне вођице на конекторима заобљени простор за пинове 13 рачунарску мрежу (RЈ-45) и више конектора за прикључење аудио опреме. Предуслов је да на матичној плочи постоји интегрисана звучна и/или мрежна картица. Уколико је интегрисана и графичка картица, тада постоји и неки од конектора за пренос видео сигнала. Неке сложеније матичне плоче могу да садрже и додатне конекторе.

## Компоненте које се налазе на матичној плочи
Процесор - Једна од најзначајнијих компоненти која се налази на матичној плочи је централна процесорска јединица (CPU) или једноставно процесор. Непосредно изнад процесора се налазе компоненте које служе за пасивно (хладњак) и активно хлађење (вентилатор) и због тога се најчешће процесор не види директно. Процесор је задужен за све процесе обраде и управљање преносом и складиштењем података. Хладњак је метални профил дизајниран тако да има велику површину на релативно малом простору и служи да ефикасно преузме топлоту са површине процесора и да је потом емитује у кућиште рачунара, док вентилатор треба да поспеши процес размене топлоте са околним простором. Температура на површини процесора је изузетно велика и веома је битно да се у току рада рачунара она одржава на захтеваном нивоу како би се омогућио правилан рад процесора и осталих компонената рачунара.
Меморија и конектори меморијских модула - Следећа важна компонента која се налази на матичној плочи је радна меморија (Random Access Memory - RAM). RAM и процесор су физички смештени на малом растојању, како би се омогућила најбржа могућа комуникација.
Конектори диск јединица - На матичну плочу се преко посебних конектора прикључују и диск јединице као што су CD, DVD, хард дискови и SSD (Solid State Disk). Пренос података и овде може бити паралелан (PATA) или серијски (SATA).
 меморија - Основна намена Basic Input/Output System (BIOS) меморије је да чува програм који иницијализује хардвер на матичној плочи и тестира исправност системског хардвера. Након тога покреће поступак за учитавање оперативног система са хард диска или неке друге локације. Поред тога BIOS омогућава интерфејс између оперативног система и тастатуре, дисплеја и других улазно излазних уређаја. Садржај BIOS меморије дефинише произвођач матичне плоче и с обзиром да треба да се обезбеди да чува садржај и када нема напајања реализује се најчешће као меморија flash типа.
 меморија - Важан елемент на матичној плочи је батерија за напајање CMOS меморије у којој се чувају подаци о конфигурисању рачунара. Подаци о конфигурисању рачунара се уносе кроз Setup програм приликом првог покретања рачунара након склапања или након измене неких виталних компоненти. Подаци се односе на тип и величину прикљученог хард диска, број партиција и сл. Ове податке није могуће предвидети у производњи, па самим тим није их могуће уписати у BIOS меморију, а при томе су неопходни за правилно „подизање“ рачунара. Чак и када би ове податке било могуће предвидети њихово уписивање у BIOS не би било прихватљиво јер касније не би могли да се мењају на једноставан начин. Због тога су подаци записани у меморију која дозвољава читање и записивање података, али захтева напајање за чување садржаја. Батерија обезбеђује напајање и када нема мрежног напајања, односно када рачунара не ради. Батерија је најчешће дугмастог облика, литијум јонског типа и не допуњава се у току рада. Поред напајања CMOS меморије она напаја и сат реалног времена. Уколико се батерија испразни потребно је заменити и поново унети тражене податке.
Чип-сет - Поред наведених конектора и прикључака на матичној плочи се налази велики број електронских елемената. Најзначајнији од њих су интегрисана кола, од којих су најважнија два која сачињавају чип-сет (chipset). Задатак чип-сета је да омогући комуникацију између практично свих делова рачунара.
Чип сет се састоји од два кола:
1. Северни мост или .
2. Јужни мост или .